# Nam Việt–Dương Hiệp Tự vị

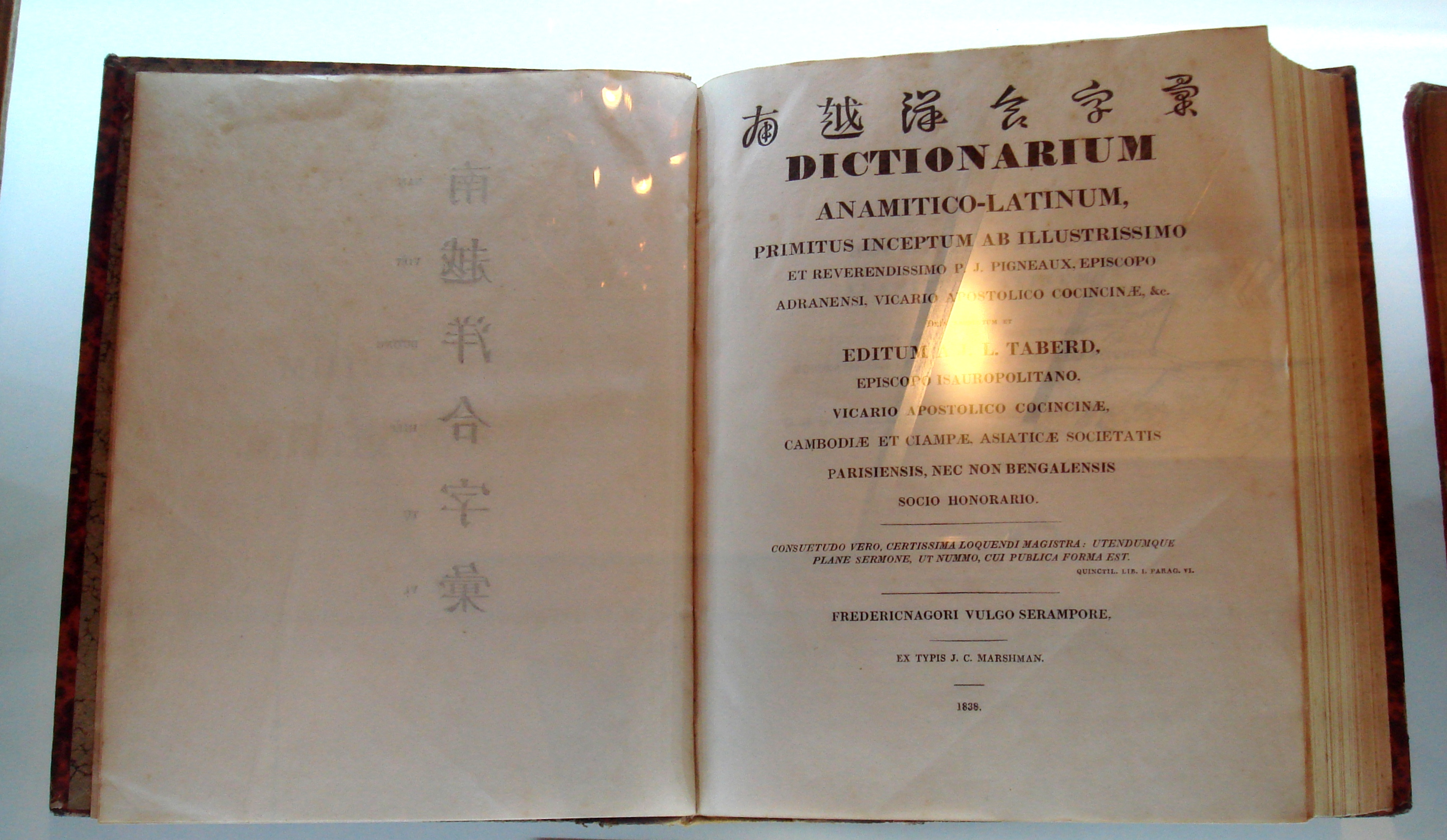
Dictionarium Anamitico-Latinum, 1838.

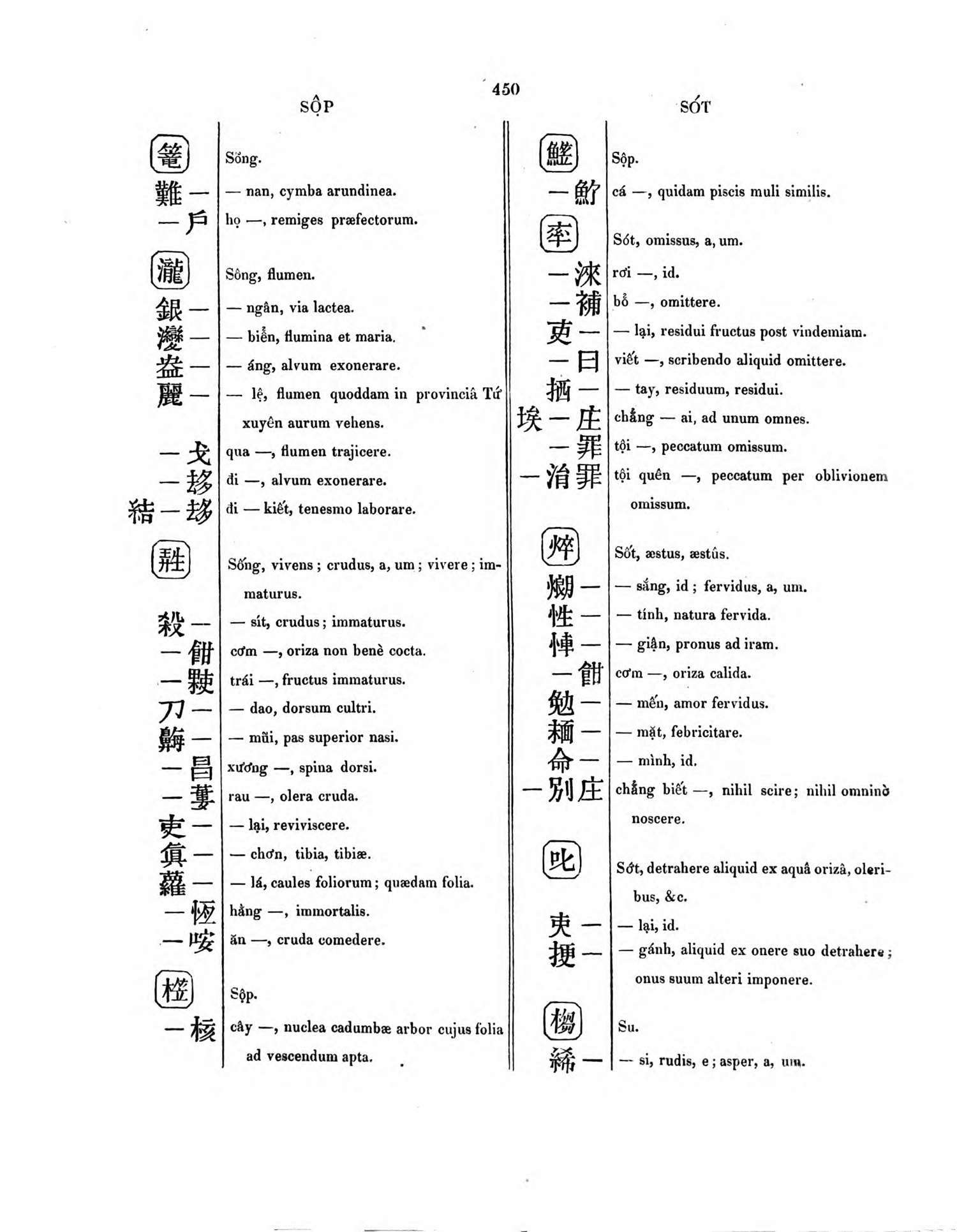
Một trang trong cuốn từ điển.

Nam Việt Dương Hiệp Tự vị (chữ Hán: 南越洋合字彙, tiếng Latinh: Dictionarium Anamitico-Latinum) là cuốn từ điển song ngữ Việt–Latinh, trong đó tiếng Việt được viết bằng cả chữ Nôm và chữ Quốc ngữ, xuất bản năm 1838 tại Serampore, Ấn Độ. Cuốn sách này được giám mục Jean-Louis Taberd (tên tiếng Việt là cố Từ) biên tập dựa trên toàn bộ thủ bản soạn thảo năm 1773 của giám mục Pierre Pigneau de Behaine (Bá Đa Lộc).
Vì Giám mục Taberd là người soạn xong và đem in nên cuốn từ điển này còn được gọi là Từ điển Taberd. Cuốn từ điển này được chia làm 2 pho sách: pho 1 lấy tựa Dictionarium Anamitico-Latinum còn pho 2 lấy tựa Dictionarium Latino-Anamiticum.
Lần in đầu tiên năm 1838 được trợ giúp của Hội Á châu (The Asiatic Society) và giới chức Anh tại Bengal. Năm 2004, pho 1 của cuốn từ điển được Trung tâm nghiên cứu Quốc học và Nhà xuất bản Văn học tái bản.

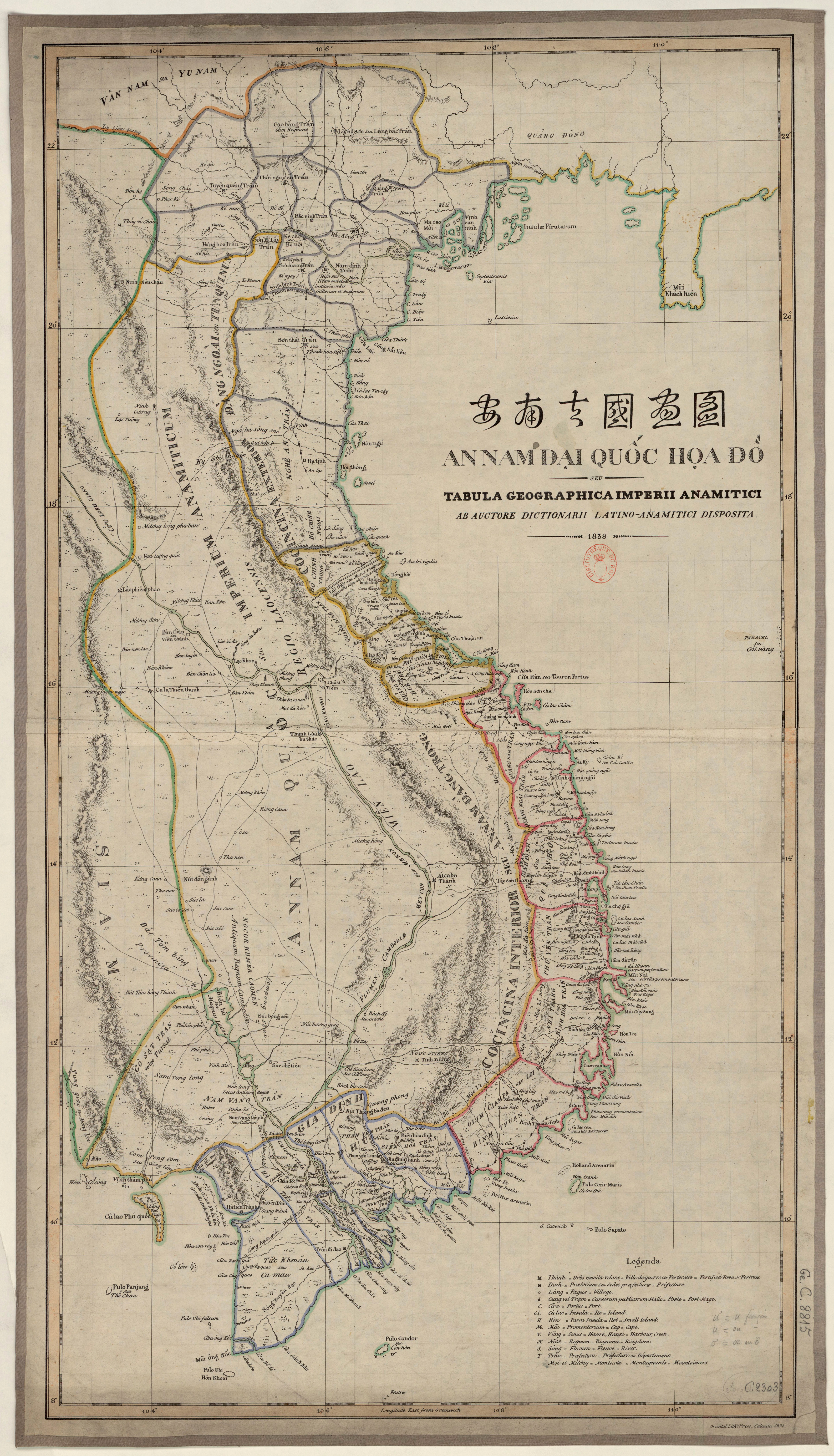
An Nam Đại Quốc Họa Đồ (Tabula Geographica Imperii Anamitici), tấm bản đồ vẽ Việt Nam kèm trong cuốn từ điển, tại rìa phía phải của bản đồ có vẽ một góc của quần đảo Hoàng Sa với các chữ chú thích "Paracel seu Cát Vàng", "seu" mang nghĩa "tức là, hay là", "Paracel" là cách gọi của người phương Tây còn "Cát Vàng" là cách gọi nôm trước đây của người Việt cho quần đảo Hoàng Sa.

## Lịch sử & Nội dung
Từ điển Taberd có ba phần. 
1. Phần I là 46 trang, tổng lược về văn phạm tiếng Việt.
2. Phần II là 620 trang tự vị,[7] liệt kê khoảng 10.000 từ.[8]
3. Phần III là phụ lục 52 trang về thảo mộc Đàng Trong (Hortus floridus Cocincinoe).[7]

Giám mục Taberd hoàn tất công việc soạn thảo cuốn tự điển khi ông đã rời Nam Kỳ, lánh sang Xiêm, Penang và cuối cùng sang đến chủng viện Serampore ở Ấn Độ. Dưới sự bảo trợ của Hội Á châu (Société asiatique du Bengale) và giúp đỡ tài chánh của Bá tước Auckland, tức Toàn quyền Ấn Độ George Eden, việc ấn loát hoàn tất năm 1838.
Bá tước Auckland nhận mua ngay 100 bộ nhưng vì Ấn Độ là thuộc địa của Anh nên ông đòi Giám mục Taberd soạn thêm phần tiếng Anh. Phần này được chép thành phụ lục 135 trang mang tên "Appendix ad Dictionarium Latino-Annamiticum" để đáp ứng yêu cầu của Toàn quyền Anh.

## Ảnh hưởng & Nhận xét
Từ điển Taberd là mốc quan trọng nên sau đó nhiều bộ từ điển chiếu theo Từ điển Taberd làm gốc như:
1. Dictionnaire élémentaire Annamite-Français của linh mục Le Grand de la Liraye, in năm 1868
2. Tự vị Annam-Pha Lan Sa/Dictionnaire Annamite-Français của JMJ Caspar, in năm 1877
3. Dictionarium Annamiticum-Latinum của linh mục Theurel, in năm 1877
4. Dictionarium Latino-Annamiticum của linh mục Ravier, in năm 1880
5. Petit dictionnaire Français-Annamite của Trương Vĩnh Ký, in năm 1884
6. Vocabulaire Annamite-Français cũng của Trương Vĩnh Ký, in năm 1887
7. Đại Nam quấc âm tự vị của Huình Tịnh Của, in năm 1895 (thường gọi là Từ điển Huình Tịnh Của)
8. Đại Việt quốc âm Hán tự Pháp thích tập thành/Dictionnaire Annamite-Français của Génibrel, in năm 1898 (thường gọi là Từ điển Génibrel)
9. Đại Nam quốc âm tự vị hợp giải Đại Pháp quốc âm/Dictionnaire Annamite-Français của Bonet, in năm 1899.

Theo giáo sư Nguyễn Khắc Kham thì Từ điển Taberd thiên về các danh từ tiếng miền Trung và miền Nam Việt Nam, thiếu những từ của miền Bắc. Điều này phản ảnh địa bàn hoạt động của Giám mục Taberd, vốn tập trung ở Hà Tiên và Lái Thiêu. Việc dùng tiếng Latinh cũng là chủ tâm của người soạn muốn nhấn mạnh công việc truyền giáo.